# 김예지 (1997년)
김예지는 대한민국의 배우이다. 좋아하면 울리는, 학교 2021, 어쩌다 마주친, 그대 등의 드라아에 출연했다.

## 참여 작품

### 텔레비전 드라마
- 2017년: 청춘시대 (드라마)
- 2021년: 학교 2021
- 2023년: 어쩌다 마주친, 그대

### 웹 시리즈
- 2019년: 좋아하면 울리는

### 영화
- 2019년: 사자 (영화)